# Меликова, Нарындж Мурад гызы

 Нариндж Мурад кызы Меликова  —  (азерб. Narınc Məlikova; родилась в 1917 году, азербайджанская театральная актриса, заслуженная артистка Азербайджанской ССР (1940).

## Биография
Нариндж Меликова родилась в 1917 году в селе Абдал Шушинского уезда (ныне Агдамский район). Она начала свою сценическую карьеру как любительская актриса в 1931 году.В 1932 году поступила на актёрский факультет Бакинской театральной школы имени Мирзы Фатали Ахундова. Здесь, на третьем курсе, она из-за семейных обстоятельств переехала в город Ереван. Там она работала в Ереванском государственном азербайджанском драматическом театре.
В 1936 году актриса вернулась в Баку. В 1936–1939 годах она работала в сезонной труппе Передвижного колхозно-совхозного театра, а в 1939–1941 годах — в Шамкирском колхозно-совхозном театре. С 1941 по 1943 год она работала в Агдамском колхозно-совхозном театре, а в 1943–1949 и 1969–1989 годах — в Агдамском государственном драматическом театре. Когда в 1949 году Агдамский театр был закрыт, Нариндж Меликова была приглашена в Физулийский государственный драматический театр, где она работала до 1952 года, когда и этот театр прекратил свою деятельность. Затем она продолжила свою актёрскую карьеру в Агдамском драматическом кружке и народном театре, который был основан на его базе. С 1953 по 1969 год она работала художественным руководителем в Агдамском доме культуры.С 1969 года Нариндж Меликова была членом Союза театральных деятелей Азербайджана. Она скончалась в ноябре 1990 года в Агдаме.

## Театральная деятельность
- Севиль и Дильбар  ("Севиль" Джафар Джаббарлы)
- Ягут  и Шарабану  ( "Яшар" Джафар Джаббарлы)
- Гюльтекин  ( "Айдын" Джафар Джаббарлы)
- Фирангиз  ("Октай Эльоглы"  Джафар Джаббарлы)
- Алмаз   ("Алмаз" Джафар Джаббарлы)
- Гюльниса ("Поникшие цветы" Джафар Джаббарлы)
- Шарафниса ("Мусье Жордан и Дервиш Масталишах" Мирза Фатали Ахундов)
- Тюкез   ("Гаджи Гара"  Мирза Фатали Ахундов) и т.д

## Награды
Заслуженная артистка Азербайджанской ССР (1940)